# Keosauqua
Keosauqua é uma cidade localizada no estado americano de Iowa, no Condado de Van Buren.

## Demografia
Segundo o censo americano de 2000, a sua população era de 1066 habitantes.
Em 2006, foi estimada uma população de 1085, um aumento de 19 (1.8%).

## Geografia
De acordo com o United States Census Bureau tem uma área de
4,1 km², dos quais 3,8 km² cobertos por terra e 0,3 km² cobertos por água. Keosauqua localiza-se a aproximadamente 179 m acima do nível do mar.

## Localidades na vizinhança
O diagrama seguinte representa as localidades num raio de 16 km ao redor de Keosauqua.